# Клава Кока
Клаудија Вадимовна Високова (рус. Кла́вдия Вади́мовна Высо́кова; Јекатеринбург, 23. јул 1996), познатија као Клава Кока, руска је певачица, влогер  , текстописац и ТВ водитељ. Након победе у кастинг шоу Молодая кровь (Млада крв) 2015. године, издавачка кућа Black Star је потписала уговор са њом. 

## Биографија
Рођена је 23. јула 1996. године у Јекатеринбургу  . Има брата и сестру. Када је Клава имала 13 година, њена породица се преселила у Москву. 
Ушла је у џез хор Свердловске дечије филхармоније и истовремено је била у музичкој школи у класи клавира. Године 2010. Високова је написала своју другу песму "Cuz I See", коју је објавила на интернету под псеудонимом Клава Кока. Тада је одлучила да постане музичар. Својим идолима сматра чланове групе Ранетки и Џастина Бибера. 
Године 2012. учествовала је на међународном фестивалу-такмичењу „Ја сам уметник“  и стигла до финала. 
Исте године објавила је свој деби албум "Кусто", који је укључивао 6 кантри-поп песама. Прошла је кастинг "Молодая кровь" и потписала уговор са издавачком кућом Black Star. 
Клава Кока је 2017. године почела активно да развија видео блог на Јутјубу. Велику популарност стекла је секција „Клава Транслејт“, где је Клава Кока почела да препевава стране хитове на руском, као и секција „КокаПела“, где а капела поново пева песме на руском језику  .
Године 2018. постала је водитељка ТВ емисије Орёл и решка. 
Године 2019. номинована је за Kids’ Choice Awards у категорији омиљени руски музички блогер. 
Године 2021. уврштена је на Форбсову листу на ранг листи „30 најперспективнијих Руса млађих од 30 година“. 
Клава Кока је рекламно лице великих међународних брендова: Пепси , Гарнијер , КитКет , Монтале , СОКОЛОВ. 
Године 2021. добила је награду Муз-ТВ за песму „Краш“  и награду за песму године. 

## Дискографија

### Студијски албуми
| Назив               | Година |
| ------------------- | ------ |
| Кусто               | 2015   |
| Неприлично о личном | 2019   |

### Синглови
| Година | Назив                     |
| ------ | ------------------------- |
| 2016   | "Май"                     |
| 2016   | "Если…"                   |
| 2016   | "Не отпускай"             |
| 2016   | "Тише"                    |
| 2016   | "Тише" (Acoustic)         |
| 2016   | "Тише" (Remix)            |
| 2017   | "Я устала"                |
| 2017   | "Теряю себя"              |
| 2017   | "Нету времени"            |
| 2017   | "Прости"                  |
| 2017   | "Я полюбила"              |
| 2017   | "Мурашки"                 |
| 2018   | "Воспоминание"            |
| 2018   | "Забери меня"             |
| 2018   | "Тик-так"                 |
| 2018   | "Не обламывай"            |
| 2018   | "Стала сильнее"           |
| 2018   | "Крутишь"                 |
| 2018   | "Ненавижу-обожаю"         |
| 2019   | "Одинокий человек"        |
| 2019   | "Девочка-пай"             |
| 2019   | "Фак-Ю"                   |
| 2019   | "Грехи"                   |
| 2019   | "Влюблена в МДК"          |
| 2019   | "Зая"                     |
| 2019   | "Заново"                  |
| 2019   | "Ноги делают ноги"        |
| 2019   | "Половина"                |
| 2019   | "Мне пох"                 |
| 2019   | "Hookah Hunnies"          |
| 2019   | "Мне пох" (DJ noiz Remix) |
| 2020   | "Покинула чат"            |
| 2020   | "Бабы"                    |
| 2020   | "Краш"                    |
| 2020   | "Химия"                   |
| 2020   | "Сошла с ума"             |
| 2020   | "Костёр"                  |
| 2020   | "Пьяную домой"            |
| 2021   | "Сладкие мальчики"        |
| 2021   | "Нокаут"                  |
| 2021   | "Подушка"                 |
| 2021   | "Точка"                   |
| 2021   | "Ла Ла Ла"                |
| 2021   | "Держи"                   |
| 2021   | "Катастрофа"              |
| 2021   | "Хочешь"                  |
| 2022   | "Я тебя найду"            |
| 2022   | "Мама"                    |
| 2022   | "Думал"                   |